# Digitale cinematografie

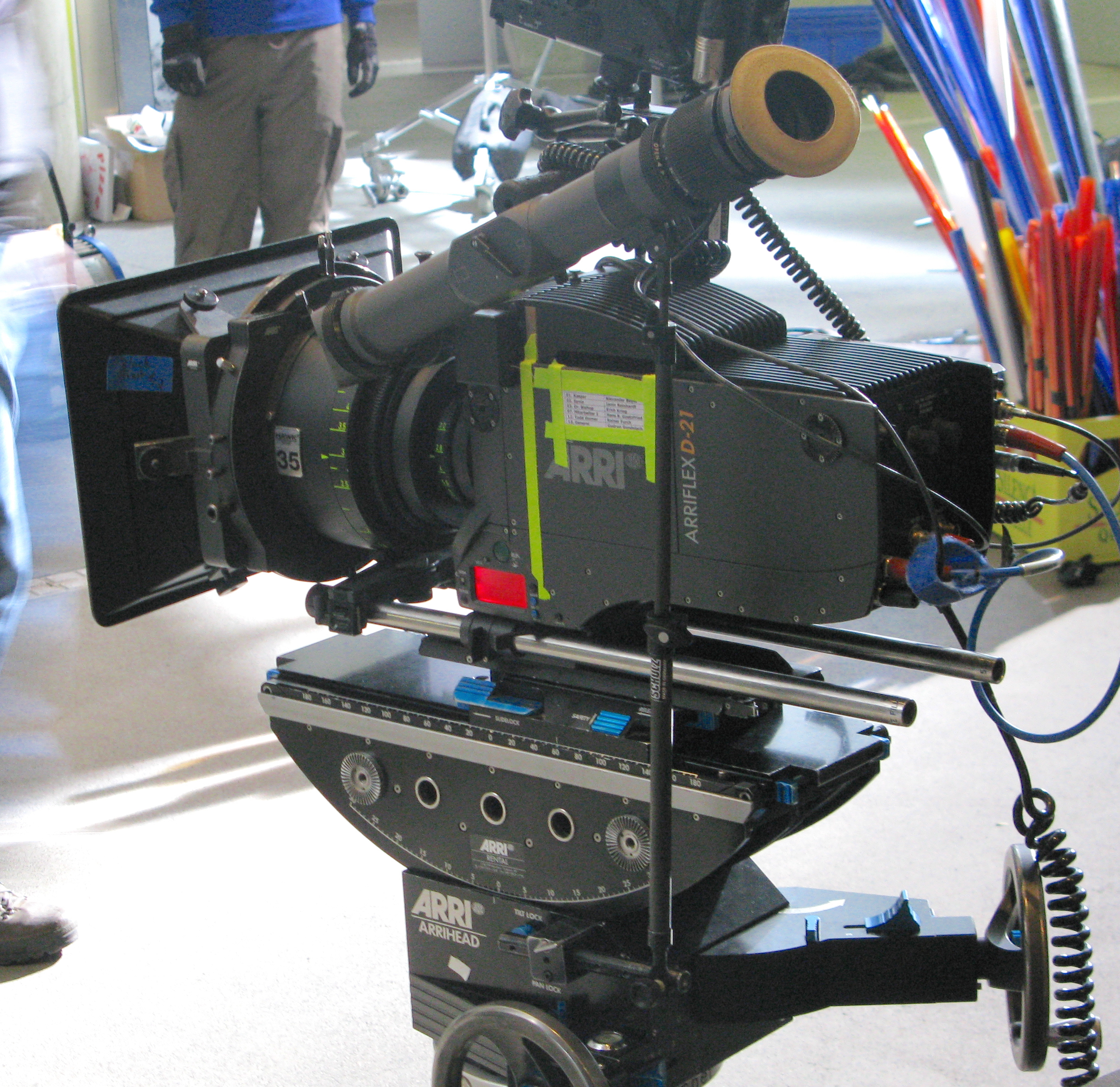
Een digitale filmcamera van Arri.

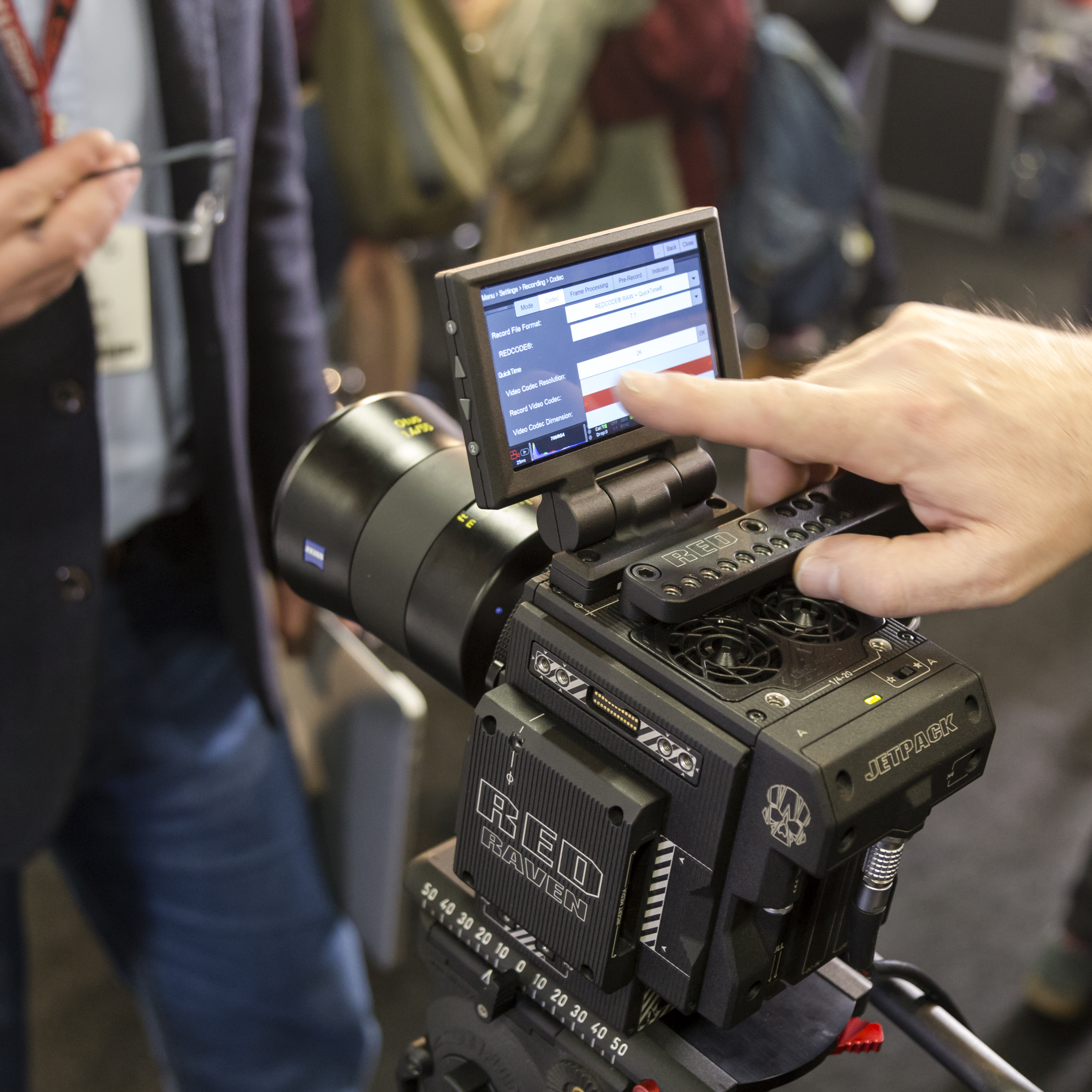
Een digitale filmcamera van RED.

Digitale cinematografie is een techniek voor het opnemen van een film waarbij men gebruik maakt van digitale beeldsensors in plaats van traditionele analoge film. Vanaf midden jaren 2010 worden de meeste films zowel digitaal opgenomen als digitaal gedistribueerd.
Veel producenten van filmcamera's hebben digitale apparatuur op de markt gebracht voor dit type cinematografie, waaronder Arri, Panavision, Red Digital Cinema Camera Company, Blackmagic Design en Sony.

## Geschiedenis
Eind jaren 1980 begon Sony met het promoten van "elektronische cinematografie". Het werd echter niet het succes waar men op hoopte. Het leidde wel tot de eerste in high-definition video opgenomen film, Giulia e Giulia uit 1987. De film Rainbow uit 1996 werd geheel opgenomen en nabewerkt met digitale middelen. Ook Windhorse uit 1996 werd in zijn geheel digitaal bewerkt.
Vanaf 1998 kreeg de benaming "digitale cinematografie" meer bekendheid.
In 1999 begon George Lucas digitale fragmenten te combineren in zijn films. Hij gebruikte digitale cinematografie in de film Star Wars: Episode II: Attack of the Clones uit 2002. Twee minder bekende films, Vidocq (2001) en Russian Ark (2002) zijn geheel digitaal opgenomen en nabewerkt.
De film Slumdog Millionaire uit 2009 is de eerste digitaal opgenomen film die werd onderscheiden met de Oscar voor beste camerawerk.
Vanaf 2013 werd een meerderheid van films opgenomen met digitale filmtechnieken. In 2016 werd ruim 90% van alle grote films digitaal opgenomen.

## Voordelen
Films worden opgenomen met digitale filmcamera's en bewerkt met een videobewerkingsprogramma op een of meer computers die mogelijk in een netwerk zijn opgenomen. Hierdoor kunnen ook meerdere bewerkers werken aan dezelfde tijdlijn of hetzelfde project. Het toevoegen van digitale effecten zou goedkoper toegepast kunnen worden.
Waar filmspoelen naar bioscopen moeten worden verzonden, kan een digitale film op meerdere manieren naar bioscopen worden gedistribueerd: via internet of speciale satellietverbindingen, of door harde schijven of optische schijven zoals Blu-ray-schijven te verzenden.

## Kritiek
Filmregisseurs zoals Christopher Nolan, Paul Thomas Anderson en Quentin Tarantino hebben openlijk hun kritiek geuit op digitale cinematografie. Volgens hen is het gebruik van digitale middelen en technieken hoofdzakelijk vanwege economische factoren, en kijkt men niet naar welke kwalitatief beter is.
Een ander punt van kritiek betreft de opslagkosten van digitaal materiaal. Dit is vele malen hoger dan analoge film. Volgens een berekening in 2007 van de Academy of Motion Picture Arts and Sciences zou dit uitkomen op 1100% hoger. Het is nog niet mogelijk om een digitaal medium, zoals een harde schijf, op een betrouwbare manier ruim 100 jaar op te slaan. Men ontwikkelde in 2009 echter de M-DISC (Millennial Disc), een eenmalig beschrijfbare optische schijf die naar eigen zeggen 1000 jaar zal meegaan.